# Santuario de Asclepio en Epidauro

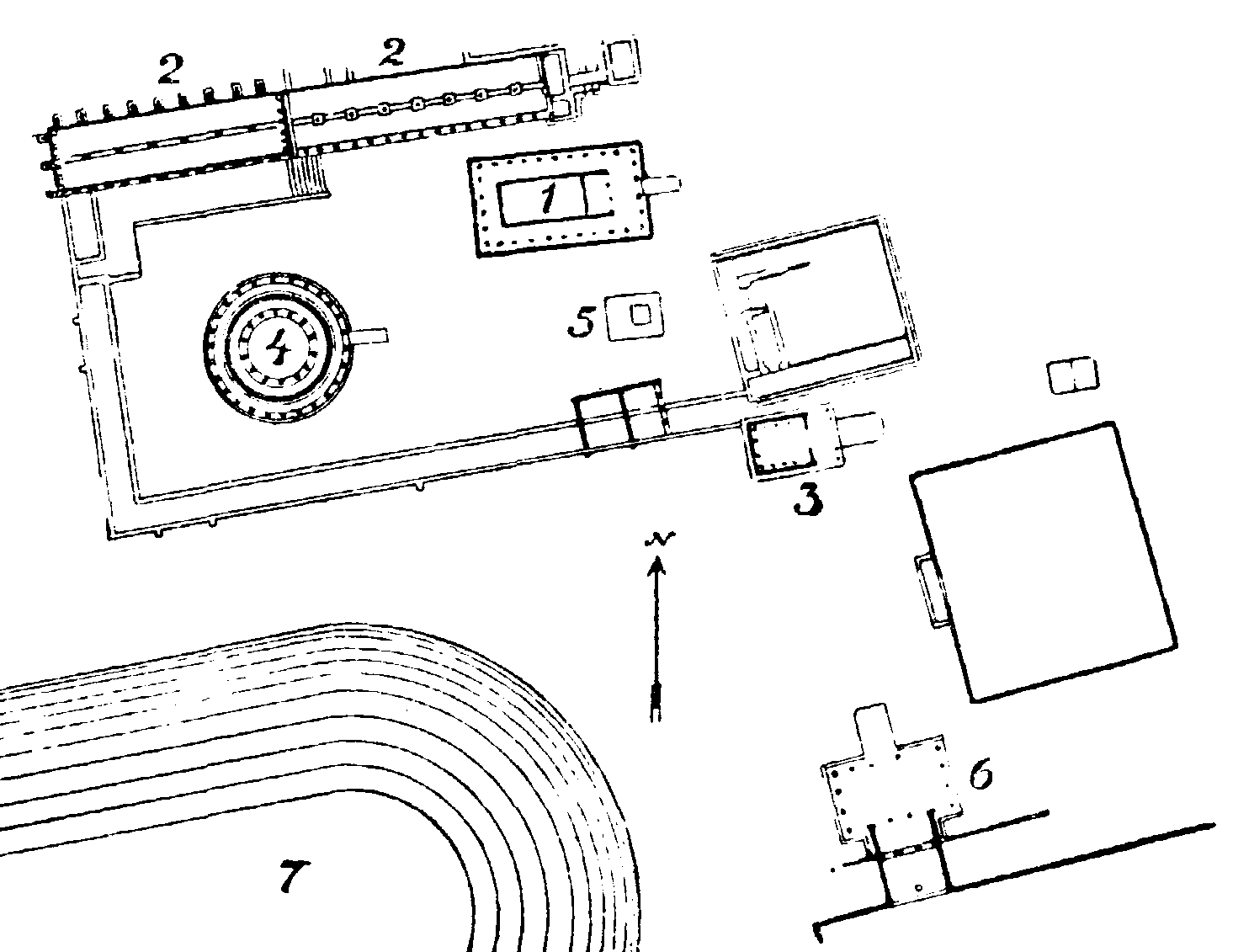
Esquema donde se aprecia con el número uno la ubicación del templo principal del Asclepeion de Epidauro.

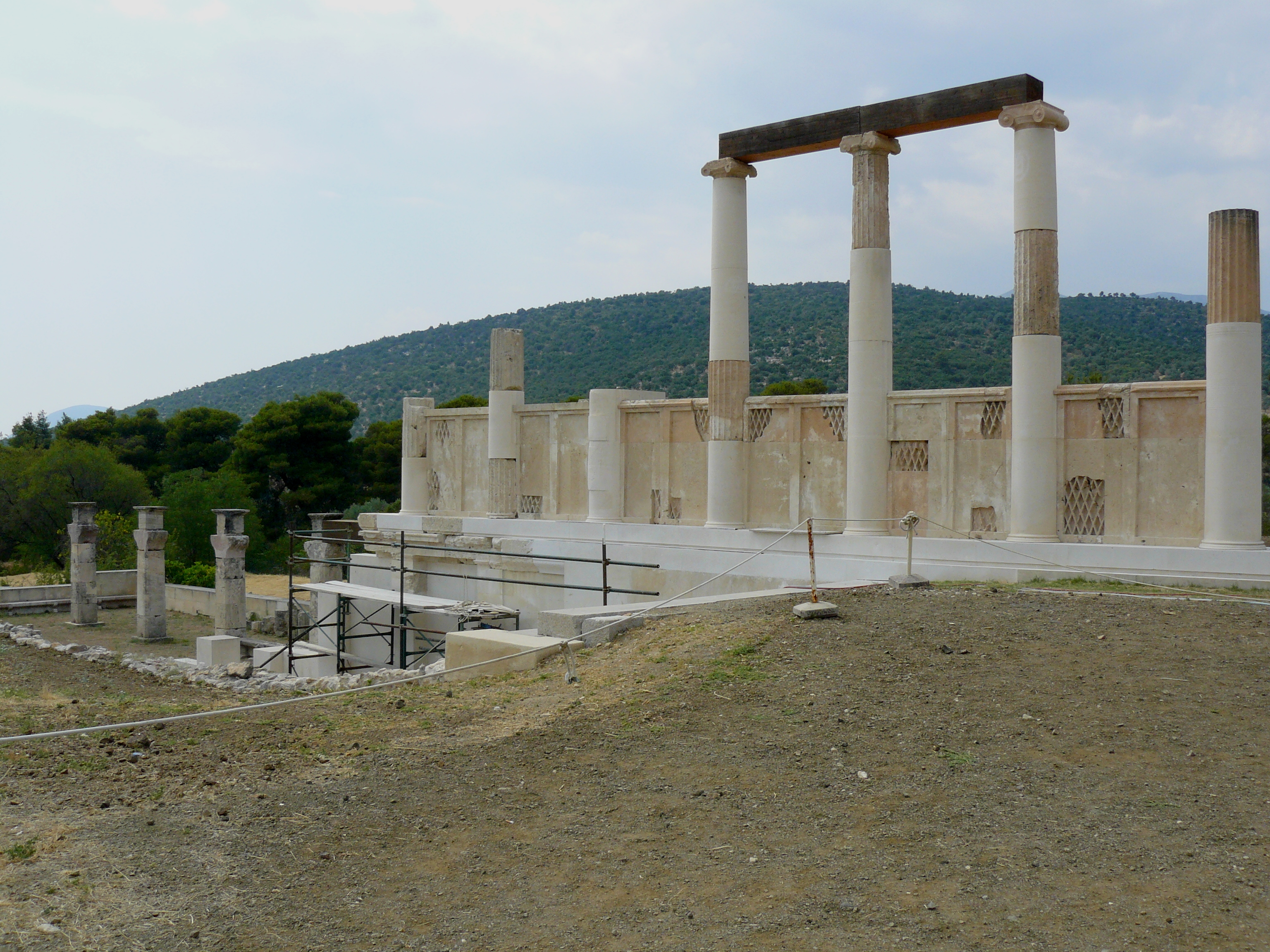
Zona de culto en el Asclepeion de Epidauro.

El Asclepeion de Epidauro fue un santuario dedicado a Asclepio, y uno de los más importantes de la Antigua Grecia de los construidos en su honor. Recibía el nombre de asclepeion cada uno de ellos. 
El Santuario de Asclepio en Epidauro fue nombrado como Patrimonio de la Humanidad por la Unesco en el año 1988.

## Ubicación
Este templo de Asclepio está situado en Epidauro, (griego Ἐπίδαυρος, Epídauros, latín Epidaurus), una pequeña ciudad griega de la Argólida, península situada al noroeste del Peloponeso.

## Simbología
El templo se erigió en honor a Asclepio (en griego Ασκληπιός), Esculapio para los romanos, dios de la Medicina y evolución, venerado en Grecia en varios santuarios.

## Arquitectura y características
El conjunto del templo estaba en una llanura rodeada de montañas; este valle es aún llamado Hierón («sagrado»), y la ciudad que allí existe se llama Koroni, derivado de Coronis (o Corónide), la madre de Asclepio. Las montañas se llaman actualmente Bolonidia, pero antiguamente se llamaban Títión, porque el hijo de Coronis fue amamantado por una cabra. 
Era un recinto sagrado que tenía diversos edificios públicos. Al sudoeste, en el camino de Trecén, estaba el templo de Apolo, en la montaña llamada Cinortion; en un monte llamado Corifeo se situaba el templo dedicado a Artemisa Corifea, probablemente al sudoeste del valle. 
El templo de Asclepio contenía la estatua criselefantina del dios en un trono y con un perro a los pies, obra de Trasímenes de Paros, y medía la mitad que la del templo de Zeus en Olimpia. En un lado del templo estaban los dormitorios para los que iban a consultar al dios.
El Tholos, edificio circular de mármol blanco de doble columnata, en cuyo interior se hallaba la fuente sagrada atribuida a Policleto el Joven y con pinturas de Pausias, estaba próximo al templo.
Los otros edificios eran los templos de Afrodita y Temis, el estadio, la fuente; algunos erigidos en época romana, entre ellos los baños de Asclepio, un templo de los dioses Epidotas, un templo de Higía, y un edificio detrás del santuario para recibir a los moribundos y mujeres preñadas, porque en el templo no se podía morir ni nacer. En el recinto se celebraba cada cuatro años un festival en honor de Asclepio con música y concursos deportivos que tenían lugar nueve días después de los Juegos Ístmicos.
Cuando Emilio Paulo visitó el santuario después de la conquista de Macedonia, en el 167 a. C., aún era muy rico y estaba lleno de ofrendas; pero después fue objeto de muchos robos, especialmente en tiempos de Sila.